# إدي دوايت
إدي دوايت (بالإنجليزية: Eddie Dwight)‏ هو لاعب كرة قاعدة أمريكي، ولد في 25 فبراير 1905 في دالتون في الولايات المتحدة، وتوفي في 27 نوفمبر 1975 في كانساس سيتي في الولايات المتحدة.